# Lionel Trilling
Lionel Mordecai Trilling (Queens, 4 de julho de 1905 – Nova Iorque, 5 de novembro de 1975) foi professor renomado do departamento de inglês da Universidade Columbia.
Foi casado com a crítica literária e escritora Diana Trilling.
Escreveu o prefácio do livro Homage to Catalonia de George Orwell em 1952, publicado no Brasil, o prefácio, no livro Como Morrem os Pobres e Outros Ensaios.